# 율리안 아르히레
율리안 아르히레(Iulian Arhire, 1976년 3월 17일)는 루마니아 출신의 축구 선수이다.

## 클럽 경력
1999년 K리그 포항 스틸러스에 입단하여 한 시즌 동안 활약하였다. 당시 등록명은 '율리안을 사용하였고 포지션은 미드필더였다.
리그 4경기와 리그컵 3경기에 출장하였고 공격포인트는 기록하지 못 하였다.